# ユーリイ・マリシェフ
ユーリイ・マリシェフ（ロシア語: Юрий Васильевич Малышев, ラテン文字転写: Yurii Vasil'evich Malyshev, 1941年8月27日-1999年11月8日）はヴォルゴグラード州ニコラエフスク出身のソ連空軍大佐、宇宙飛行士である。1980年6月16日と1984年4月11日の2度ソ連邦英雄とレーニン勲章を受章した。また1984年にはインドのアショカ・チャクラ賞も受賞した。
1949年から1959年までタガンログの高校に通った。既婚で、2人の子供がいる。1967年5月7日に宇宙飛行士に選ばれ、1988年7月20日に引退した。
彼は1980年6月5日から9日のソユーズT-2と1984年4月3日から11日のソユーズT-11で機長を務めた。
1999年11月8日、モスクワ州スターシティで突然死去した。

## 著書
- USSR-India. At Space Orbit　共著